# Theo Walcott
Theo James Walcott (Stanmore, 16 maart 1989) is een voormalig Engelse voetballer van Jamaicaanse afkomst die doorgaans als aanvaller speelt. Walcott debuteerde in 2006 in het Engels voetbalelftal.

## Clubcarrière
In zijn jeugd speelde hij voor de plaatselijke voetbalclub AFC Newbury, een club uit de eerste divisie van de Wessex League Division. Hij scoorde in zijn enige seizoen in het eerste elftal meer dan 100 doelpunten, waarmee de interesse van Southampton werd gewekt.
In het seizoen 2004/05 werd hij verkocht aan Southampton en won hij in zijn eerste seizoen de FA Youth-cup, de FA Cup voor reserveteams. Hij was de jongste speler ooit in deze cup, met 15 jaar en 175 dagen. In de zomer van 2005 kreeg Walcott een sponsorcontract aangeboden van Nike, voordat hij ooit een minuut in het eerste elftal van Southampton had gespeeld.

### Southampton
In het seizoen 2005/06 tekende hij zijn eerste, fulltime profcontract bij Southampton. Hij maakte zijn debuut als Southampton-speler als invaller tegen Wolverhampton Wanderers (0-0) als jongste speler ooit (16 jaar en 143 dagen) in de Premier League. Hij maakte zijn eerste volle wedstrijd op 18 oktober 2005, waarin hij meteen zijn eerste goal in het profvoetbal maakte. De twee volgende wedstrijden, tegen Millwall en Stoke City, scoorde hij in beide wedstrijden één keer. Hij werd meteen als talent bestempeld, en zat bij de laatste drie van de BBC Young Sports Personality of the Year-verkiezing op 11 december 2005.

### Transfer
Na vele speculaties van de tabloids werd op 20 januari bekendgemaakt dat Arsenal de spits voor vijf miljoen pond had gecontracteerd. Afhankelijk van zijn prestaties voor Arsenal kon de transfersom nog worden verhoogd naar twaalf miljoen pond.

### Arsenal
Walcott tekende op zijn zeventiende verjaardag een profcontract, ter waarde van £1 miljoen per jaar. Hij mocht dat seizoen een aantal keer in de basis starten door verschillende blessures van zijn concurrenten. Op 4 januari 2014 scheurde hij in de FA Cup tegen Tottenham Hotspur zijn kruisbanden, waardoor hij de rest van het seizoen en het WK in Brazilië moest missen Toen hij tijdens deze match met de brancard van het veld gehaald werd, maakte hij naar de Tottenham-supporters een ludiek gebaar wijzend op de 2-0-stand die op dat moment op het scorebord stond.

### Everton
Op woensdag 17 januari 2018 meldde Everton de komst van Walcott te hebben afgerond. De vleugelspeler doorliep de medische keuring en tekende een contract bij de tweede club van Liverpool. Arsenal ontving meer dan 20 miljoen pond, omgerekend een kleine 23 miljoen euro, aldus de BBC.

### Southampton
In de oktober 2020 keerde hij na een afwezigheid van veertien jaar terug bij Southampton, dat hem een seizoen huurde van Everton. In de zomer van 2021 werd hij definitief overgenomen en tekende hij een tweejarig contract.
Op 18 augustus 2023 maakte Theo Walcott bekend zijn voetbalschoenen na 611 officiële wedstrijden aan de wilgen te hangen. De 34-jarige aanvaller, die 47 keer uitkwam voor de Engelse nationale ploeg, speelde de afgelopen twee seizoenen voor Southampton. ''Ik ben blij dat ik nog aanbiedingen had om mijn carrière voort te kunnen zetten, maar het voelt goed om te stoppen op de plek waar ik ook ben begonnen aldus de Engelsman",

## Clubstatistieken
| Seizoen     | Club             | Competitie     | Competitie | Competitie | Competitie | Beker | Beker | Beker | Internationaal | Internationaal | Internationaal | Totaal | Totaal | Totaal |
| Seizoen     | Club             | Competitie     | Wed.       | Dlp.       | Ass.       | Wed.  | Dlp.  | Ass.  | Wed.           | Dlp.           | Ass.           | Wed.   | Dlp.   | Ass.   |
| ----------- | ---------------- | -------------- | ---------- | ---------- | ---------- | ----- | ----- | ----- | -------------- | -------------- | -------------- | ------ | ------ | ------ |
| 2005/06     | Southampton FC   | Championship   | 21         | 4          | 0          | 2     | 1     | 0     | —              | —              | —              | 23     | 5      | 0      |
| Club Totaal | Club Totaal      | Club Totaal    | 21         | 4          | 0          | 2     | 1     | 0     | 0              | 0              | 0              | 23     | 5      | 0      |
| 2006/07     | Arsenal FC       | Premier League | 16         | 0          | 3          | 10    | 1     | 2     | 6              | 0              | 3              | 32     | 1      | 8      |
| 2007/08     | Arsenal FC       | Premier League | 25         | 4          | 2          | 5     | 1     | 0     | 9              | 2              | 4              | 39     | 7      | 6      |
| 2008/09     | Arsenal FC       | Premier League | 22         | 2          | 2          | 3     | 1     | 0     | 10             | 3              | 2              | 35     | 6      | 4      |
| 2009/10     | Arsenal FC       | Premier League | 23         | 3          | 3          | 1     | 0     | 0     | 6              | 1              | 0              | 30     | 4      | 3      |
| 2010/11     | Arsenal FC       | Premier League | 28         | 9          | 7          | 5     | 2     | 2     | 5              | 2              | 0              | 38     | 13     | 9      |
| 2011/12     | Arsenal FC       | Premier League | 35         | 8          | 11         | 3     | 1     | 0     | 8              | 2              | 1              | 46     | 11     | 12     |
| 2012/13     | Arsenal FC       | Premier League | 32         | 14         | 12         | 6     | 6     | 3     | 5              | 1              | 1              | 43     | 21     | 16     |
| 2013/14     | Arsenal FC       | Premier League | 13         | 5          | 5          | 1     | 0     | 0     | 4              | 1              | 2              | 18     | 6      | 7      |
| 2014/15     | Arsenal FC       | Premier League | 14         | 5          | 1          | 5     | 2     | 0     | 2              | 0              | 0              | 21     | 7      | 1      |
| 2015/16     | Arsenal FC       | Premier League | 28         | 5          | 3          | 8     | 2     | 3     | 6              | 2              | 1              | 42     | 9      | 7      |
| 2016/17     | Arsenal FC       | Premier League | 28         | 10         | 2          | 3     | 5     | 0     | 6              | 4              | 0              | 37     | 19     | 2      |
| 2017/18     | Arsenal FC       | Premier League | 6          | 0          | 0          | 5     | 1     | 0     | 5              | 3              | 5              | 16     | 4      | 5      |
| Club Totaal | Club Totaal      | Club Totaal    | 270        | 65         | 51         | 55    | 22    | 10    | 72             | 21             | 19             | 397    | 108    | 80     |
| 2017/18     | Everton FC       | Premier League | 14         | 3          | 3          | 0     | 0     | 0     | —              | —              | —              | 14     | 3      | 3      |
| 2018/19     | Everton FC       | Premier League | 37         | 5          | 2          | 3     | 1     | 0     | —              | —              | —              | 40     | 6      | 2      |
| 2019/20     | Everton FC       | Premier League | 25         | 2          | 3          | 4     | 0     | 1     | —              | —              | —              | 29     | 2      | 4      |
| 2020/21     | Everton FC       | Premier League | 1          | 0          | 0          | 1     | 0     | 0     | —              | —              | —              | 2      | 0      | 0      |
| Club Totaal | Club Totaal      | Club Totaal    | 77         | 10         | 8          | 8     | 1     | 1     | 0              | 0              | 0              | 85     | 11     | 9      |
| 2020/21     | → Southampton FC | Premier League | 21         | 3          | 3          | 2     | 0     | 0     | —              | —              | —              | 23     | 3      | 3      |
| 2021/22     | Southampton FC   | Premier League | 9          | 0          | 0          | 3     | 0     | 0     | —              | —              | —              | 12     | 0      | 0      |
| 2022/23     | Southampton FC   | Premier League | 11         | 1          | 1          | 4     | 0     | 0     | —              | —              | —              | 15     | 1      | 1      |
| Club Totaal | Club Totaal      | Club Totaal    | 62         | 8          | 4          | 11    | 1     | 0     | 0              | 0              | 0              | 73     | 9      | 4      |
| TOTAAL      | TOTAAL           | TOTAAL         | 409        | 83         | 63         | 74    | 22    | 11    | 72             | 21             | 19             | 555    | 126    | 93     |

## Interlandcarrière
Hij maakte zijn debuut voor Engeland onder de 19 in een wedstrijd tegen Slovenië. Engeland won met 3-0, mede dankzij een, in tweede instantie, benutte penalty in de 80ste minuut. Op 10 september 2008 maakte Walcott een hattrick tegen Kroatië in een WK-kwalificatieduel.
Walcott behoorde tot de op 8 mei 2006 gepresenteerde Engelse selectie van bondscoach Sven-Göran Eriksson. Met tweede geblesseerde spitsen in de selectie (Wayne Rooney en Michael Owen) koos de Zweed voor Walcott in de plaats van andere spitsen, zoals Jermain Defoe of Darren Bent. Eriksson had de spits alleen nog maar op trainingen van Arsenal gezien.
Op 30 mei 2006 speelde Walcott zijn eerste interland, tegen Hongarije. Hij werd met zijn 17 jaar en 75 dagen de opvolger van Rooney (17 jaar en 111 dagen) als jongste speler in het nationale elftal. Op 10 september 2008 werd hij de jongste speler ooit die een hattrick wist te scoren voor het Engelse team, uit tegen Kroatië in Zagreb.
Walcott nam met Engeland deel aan het EK voetbal 2012 in Polen en Oekraïne, waar de ploeg van bondscoach Roy Hodgson in de kwartfinales na strafschoppen (2-4) werd uitgeschakeld door Italië. In de reguliere speeltijd plus verlenging waren beide teams blijven steken op 0-0.

## Snelste voetballer
In 2013 riep de FIFA Walcott uit tot snelste voetballer, vanwege een sprint van 35,7 kilometer per uur.
| Interlanddoelpunten | Interlanddoelpunten | Interlanddoelpunten | Interlanddoelpunten  | Interlanddoelpunten | Interlanddoelpunten | Interlanddoelpunten | Interlanddoelpunten |
| №                   | Datum               | Locatie             | Wedstrijd            | Goal(s)             | Score               | Uitslag             | Competitie          |
| ------------------- | ------------------- | ------------------- | -------------------- | ------------------- | ------------------- | ------------------- | ------------------- |
| 1                   | 10 september 2008   | Zagreb              | Kroatië – Engeland   | 26'                 | 0 – 1               | 1 – 4               | WK-kwalificatie     |
| 2                   | 10 september 2008   | Zagreb              | Kroatië – Engeland   | 59'                 | 0 – 2               | 1 – 4               | WK-kwalificatie     |
| 3                   | 10 september 2008   | Zagreb              | Kroatië – Engeland   | 82'                 | 1 – 4               | 1 – 4               | WK-kwalificatie     |
| 4                   | 15 juni 2012        | Kiev                | Engeland – Zweden    | 64'                 | 2 – 2               | 3 – 2               | EK-eindronde        |
| 5                   | 14 augustus 2013    | Londen              | Engeland – Schotland | 29'                 | 1 – 1               | 3 – 2               | Vriendschappelijk   |

## Erelijst
| FA Cup              | 3x | 2013/14, 2014/15, 2016/17 |
| FA Community Shield | 2x | 2015, 2017                |